# Terno d'Isola
Terno d'Isola là một đô thị ở tỉnh Bergamo trong vùng Lombardia của nước Ý, có vị trí cách khoảng 35 km về phía đông bắc của Milano và khoảng 11 km về phía tây của Bergamo. Tại thời điểm ngày 31 tháng 12 năm 2004, đô thị này có dân số 6.004 người và diện tích là 4,0 km².
Terno d'Isola giáp các đô thị: Bonate Sopra, Calusco d'Adda, Carvico, Chignolo d'Isola, Mapello, Medolago, Sotto il Monte Giovanni XXIII.